# Pontodrilus primoris
Pontodrilus primoris is een ringworm uit de familie van de Megascolecidae. De wetenschappelijke naam van de soort is voor het eerst geldig gepubliceerd in 2000 door Blakemore.